# Rawson Mountains
Rawson Mountains är ett berg i Antarktis. Det ligger i den centrala delen av kontinenten. Nya Zeeland gör anspråk på området. Toppen på Rawson Mountains är 2 955 meter över havet.
Terrängen runt Rawson Mountains är huvudsakligen kuperad, men åt sydost är den bergig. Rawson Mountains är den högsta punkten i trakten. Trakten är obefolkad. Det finns inga samhällen i närheten. 